# Чінпокомон
Чінпокомон (англ. Chinpokomon) — епізод 310 (№ 42) серіалу «Південний Парк», прем'єра якого відбулася 3 листопада 1999 року. Назва серії утворена зі слів  chinpoko  (правильніший спосіб передачі слова в українській мові буде тімпоко. chinpo і pokochin, японські діти називають пеніс) і Покемон, популярної серії ігор і аніме. Слово «Chinpokomon» можна приблизно перекласти як «пенісний-кишеньковий монстр». Епізод не транслювати в Японії по телебаченню і він був виключений з японського DVD-видання третього сезону.
У 2000 році епізод був номінований на премію Еммі, але програв епізоду Сімпсонів «За завісою сміху».

## Сюжет
Картман сидить вдома і дивиться нове улюблене телешоу з Японії, «Чінпокомон». Головний герой шоу мріє стати «коронованим Володарем Чінпоко» і говорить, що глядачі теж можуть стати «Володарями Чінпоко», але тільки якщо придбають Чінпокомонов і пройдуть тренування в спеціальному таборі Чінпокомон. Вся продукція Чінпокомонов, від плюшевих ляльок до відеоігор, містить не надто завуальовані антиамериканські гасла (наприклад, одна з ляльок говорить «розправитися з Америкою», а метою гри є атака на Перл-Гарбор).
Незабаром всі діти стають одержимі Чінпокомонами, за винятком Кайла, який через це стає об'єктом насмішок. В результаті Кайл теж починає купувати Чінпокомонов, щоб друзі продовжували з ним спілкуватися. На його нещастя, продукція пов'язана з Чінпокомонами настільки часто оновлюється, що Кайл просто не встигає обзаводитися найостаннішими новинками — як тільки він купує іграшку, випускається ще новіша. Його батьки здивовані, що він витрачає так багато грошей на просту забаву, і намагаються пояснити йому, що купувати всі ці іграшки безглуздо. Проте, вони співчувають Кайлу і дають йому гроші на все, що він хоче купити.
Хлопчики планують потрапити в офіційний табір Чінпокомон, який є прикриттям для військової тренувальної бази, побудованої японським урядом, щоб тренувати дітей для майбутньої атаки на Перл-Гарбор. Як тільки хто-небудь починає здогадуватися про справжні наміри японців, вони роблять відволікаючий маневр, кажучи, що в американців величезні пеніси в порівнянні з пенісами японців, — ці лестощі діють безвідмовно.
Батьки Стена дивляться відеокасету «Чінпокомонів», щоб зрозуміти, чому діти так ними одержимі, і побачене валить їх у подив. Шоу, в основному, являє собою неадекватні крики в поєднанні зі слабкою анімацією. Вони починають підозрювати японських виробників іграшок в чомусь поганому, і Шерон говорить, що тупість в мультфільмах може бути гіршою, ніж вульгарність і насильство. Вони повідомляють іншим батькам і показують їм касету. Шейла Брофловські стверджує, що це чергова мирна дитяча забава і що вона дозволила своєму синові відвідати табір Чінпокомон, якщо він зробить все домашні завдання.
Незабаром батьки розкривають правду про Чінпокомонів, коли, повернувшись з табору, діти починають дивно поводитись: на заняттях в школі вони розмовляють на японській, називають містера Гаррісона і містера Капелюха «Гаррісон-сан» і «Капелюх-сан», їх персонажі стають стилізовані в дусі аніме. Вирішивши захистити своїх дітей від Чінпокомонів, батьки Південного Парку пробують зробити модною якусь іншу іграшку. Вчені саджають хлопчиків перед екраном і показують їм рекламні ролики експериментальних іграшок. Спершу вони показують «Шалений беззупинний велик» — абсурдну подобу велосипеда, яким практично неможливо керувати. Не отримавши від дітей схвального відгуку, вчені переходять до «Чоловік з Алабами», — фігурці агресивного, що п'є фермера, в результаті гри з яким діти вчаться нецензурній лайці й хочуть бути схожими на нього. Проте, «Мужик з Алабами» не здатний відволікти увагу дітей від Чінпокомонов.
В результаті всі діти Південного Парку маршують через місто під проводом японців, поки батьки марно намагаються втямити дітей. Як тільки вони висловлюють японцям своє невдоволення їхньою діяльністю, ті знову вдаються до трюку про «величезні пеніси американців». Батьки звертаються зі скаргою до Білла Клінтона, але той теж стає жертвою трюку з «великим пенісом» і нічого не може зробити. У результаті батьки вирішують вдатися до реверсивної психології, прикинувшись, що теж люблять Чінпокомонів. Оскільки діти ненавидять все, що люблять їх батьки, прийом спрацьовує, і діти, за винятком Кайла миттєво втрачають будь-який інтерес до Чінпокомонів. Кайл заявляє, що не припинить любити Чінпокомонів, щоб не йти на поводу у натовпу, і все одно готується вилетіти на бомбардувальнику, щоб атакувати Перл-Гарбор. Стен допомагає йому зрозуміти, що він просто заплутався, і той неохоче залишає літак.

## Смерть Кенні
У Кенні починається припадок під час відеоігри Чінпокомон, і надалі протягом епізоду він не говорить і не рухається. В кінці епізоду його тіло лопається, і назовні вибираються щури, при цьому Картман говорить: "Фу! Гидота яка!", На що Стен і Кайл тільки сміються.

## Пародії
- Телешоу Чінпокомон є явною пародією на надпопулярний аніме-серіал «Покемон».
- Напад Кенні відсилає до інциденту з серією «Покемонів» Dennou Senshi Porygon, яка була заборонена після того, як викликала велике число припадків у японських глядачів, особливо у хворих епілепсію, через сцени з великою кількістю яскравих кольорів, миготливих на високій частоті[3].
- Японка що з'являється в грі й фільмі — пародія на 25 кадр і традиції японської реклами.
- У фіналі, коли батьки переконуються в ефективності свого методу боротьби з чінпокомонами, Шерон Марш говорить містеру Гаррісону «Spread the word», і той починає за допомогою азбуки Морзе друкувати повідомлення для інших міст. Цей момент пародіює фінал фільму «День незалежності».

## Факти
- Слово «тімпоко» (чінпоко в англійській транскрипції) перекладається з японської як «член» в вульгарній формі.
- Епізод назвав своїм улюбленим один з аніматорів серіалу, Дзюн'іті Нисимура, японець по національності[4].
- У розмовах дітей в класі й представників компанії «Чінпокомон» на японському насправді використовуються осмислені японські фрази. Повну їх розшифровку можна почитати на офіційному сайті серіалу[5] .
- Чінпокомони також є бонусом гри South Park: The Stick of Truth

Зібравши всі 30 чінпокомонов, ви знайдете приємний сюрприз.
10 можна зібрати виключно по сюжетній лінії, інші 20 розкидані по місту.